# Берёзовка (Ордынский район)
Берёзовка — деревня в Ордынском районе Новосибирской области России. Административный центр Берёзовского сельсовета.

## География
Площадь деревни — 149 гектаров.

## Население
| 2002 | 2007 | 2010 |
| ---- | ---- | ---- |
| 687  | ↗735 | ↘689 |

## Инфраструктура
В деревне по данным на 2007 год функционируют 1 учреждение здравоохранения и 2 учреждения образования.